# شیدبرانگیزش

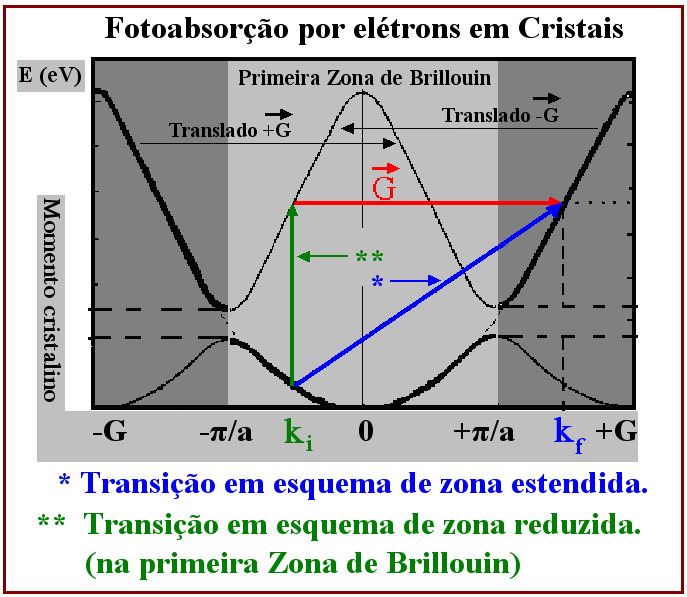
نمایی از طرح‌وساختار شیدبرانگیزش در کریستال

شیدبرانگیزش (به انگلیسی: Photoexcitation) فرآورش یک حالت برانگیخته از یک سیستم کوانتومی با جذب فوتون است. حالت برانگیخته از اندرکنش میان فوتون و سیستم کوانتومی تولید می‌شود. فوتون‌ها انرژی را می‌برند که توسط طول موج‌های نوری که فوتون‌ها را گسیل می‌کنند، تعیین می‌شود.
شیدبرانگیزش در شیدهم‌پارش نقش بازی می‌کند و از تکنیک‌ها و فناوری‌های دیگر بهره می‌برد:
- سلول خورشیدی رزانه-حساس‌ساخته
- شیدشیمی
- فروزستی
- لیزرهای نورشناختی پمپ‌شده
- شیدفام‌مندی